# 최진녕
최진녕(1971년 3월 6일 ~ )은 대한민국의 법조인이다.

## 학력
- 청구고등학교
- 서강대학교 법학과 학사
- 노스웨스턴 대학교 로스쿨 법학석사(LLM)
- 서울대학교 공과대학 최고정책위과정(AIP)54기 수료
- 하버드대학교 로스쿨 PIL과정 수료

## 경력
- 1998년 제16회 법원행정고등고시 합격
- 2000년 광주지방법원 사무관
- 2001년 제43회 사법시험 합격
- 2004년 사법연수원 33기 수료
- 2004년 ~ 2010년 법무법인 로고스 변호사
- 2005년 ~ 2009년 프로그램보호위원회 자문
- 2011년 대법원 양형위원회 전문위원
- 2011년 헌법재판소 국선대리인
- 2012년 ~ 2015년 대한변호사협회 대변인
- 2017년 1월 법무법인 이경 대표변호사
- 2018년 3월 법무법인(유한) 이경 고문변호사
- 2020년 1월 법무법인 시선 구성원변호사
- 2020년  미래통합당 중앙당 재정위원
- 2020년 7월 ~ 현재 법무법인 씨케이(C.K.) 대표변호사
- 2021년  오세훈 서울시장선거 후보 법률지원단장
- 2021년 ~ 현재 서울시 자문변호사
- 2022년  윤석열 대통령 인수위 자문위원
- 2023년 ~ 현재 국방부 정책자문위원
- 2023년 ~ 대한적십자사 회장 자문위원
- 2023년 ~ 현재 한국정치평론가협회 부회장